# Spartakus: Bogowie areny
Spartakus: Bogowie areny (ang. Spartacus: Gods of the Arena) – amerykański miniserial historyczno-przygodowy, prequel serii Spartakus: Krew i piach. Opowiada historię Gannikusa – pierwszego mistrza gladiatorów z domu Batiatusa. Premierowy odcinek wyemitowano w amerykańskiej telewizji Starz 21 stycznia 2011, natomiast w Polsce na kanale HBO 5 marca 2011.

## Obsada
- John Hannah jako Batiatus
- Dustin Clare jako Gannikus
- Lucy Lawless jako Lukrecja
- Peter Mensah jako Oinomaos
- Manu Bennett jako Kriksos
- Andy Whitfield jako Spartakus
- Antonio Te Maioha jako Barka
- Nick Tarabay jako Aszur
- Jaime Murray jako Gaja
- Craig Walsh Wrightson jako Soloniusz
- Lesley-Ann Brandt jako Naewia
- Marisa Ramirez jako Melitta
- Temuera Morrison jako Doctore
- Stephen Lovatt jako Tuliusz
- Gareth Williams jako Wettiusz
- Josef Brown jako Auktus
- Shane Rangi jako Dagan

## Odcinki
| Seria | Seria | Odcinki | Oryginalna emisja | Oryginalna emisja | Oryginalna emisja (HBO Polska) | Oryginalna emisja (HBO Polska) | Oryginalna emisja (TV Puls) | Oryginalna emisja (TV Puls) |
| Seria | Seria | Odcinki | Premiera serii    | Finał serii       | Premiera serii                 | Finał serii                    | Premiera serii              | Finał serii                 |
| ----- | ----- | ------- | ----------------- | ----------------- | ------------------------------ | ------------------------------ | --------------------------- | --------------------------- |
|       | 1     | 6       | 21 stycznia 2011  | 25 lutego 2011    | 5 marca 2011                   | 9 kwietnia 2011                | 14 kwietnia 2013            | 5 maja 2013                 |

| Nr | Tytuł               | Tytuł polski  | Reżyseria     | Scenariusz                      | Premiera         | Premiera w Polsce |
| -- | ------------------- | ------------- | ------------- | ------------------------------- | ---------------- | ----------------- |
| 1  | Past Transgressions | Dawne grzechy | Jesse Warn    | Steven S. DeKnight              | 21 stycznia 2011 | 5 marca 2011      |
| 2  | Missio              | Ułaskawienie  | Rick Jacobson | Maurissa Tancharoen, Jed Whedon | 28 stycznia 2011 | 12 marca 2011     |
| 3  | Paterfamilias       | Głowa rodziny | Michael Hurst | Aaron Helbing, Todd Helbing     | 4 lutego 2011    | 19 marca 2011     |
| 4  | Beneath the Mask    | Pod maską     | Brendan Maher | Seamus Kevin Fahey, Misha Green | 11 lutego 2011   | 26 marca 2011     |
| 5  | Reckoning           | Osąd          | John Fawcett  | Brent Fletcher                  | 18 lutego 2011   | 2 kwietnia 2011   |
| 6  | The Bitter End      | Gorzki koniec | Rick Jacobson | Steven S. DeKnight              | 25 lutego 2011   | 9 kwietnia 2011   |